# Río Azul (Puelo)

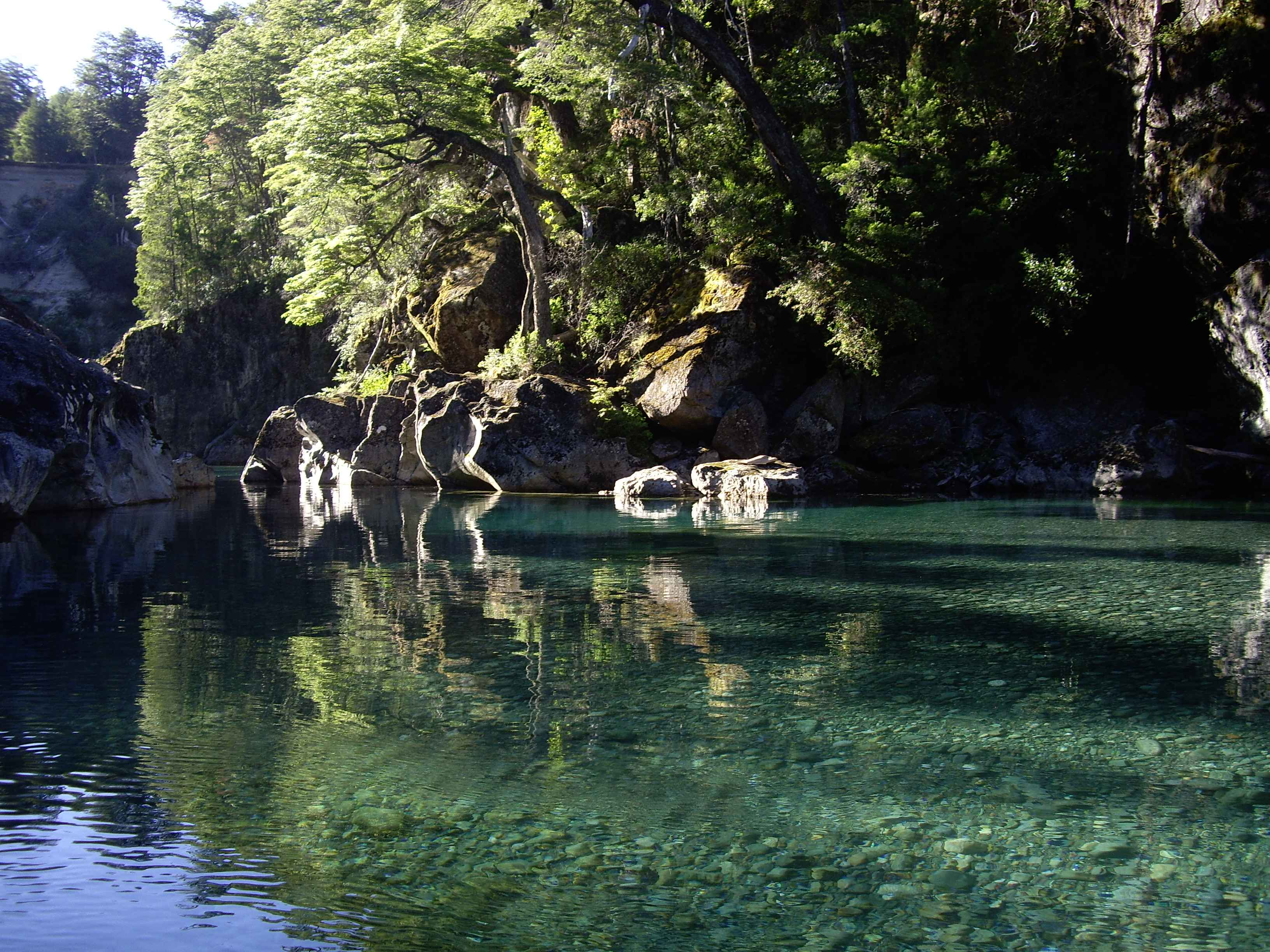
Vista del río.

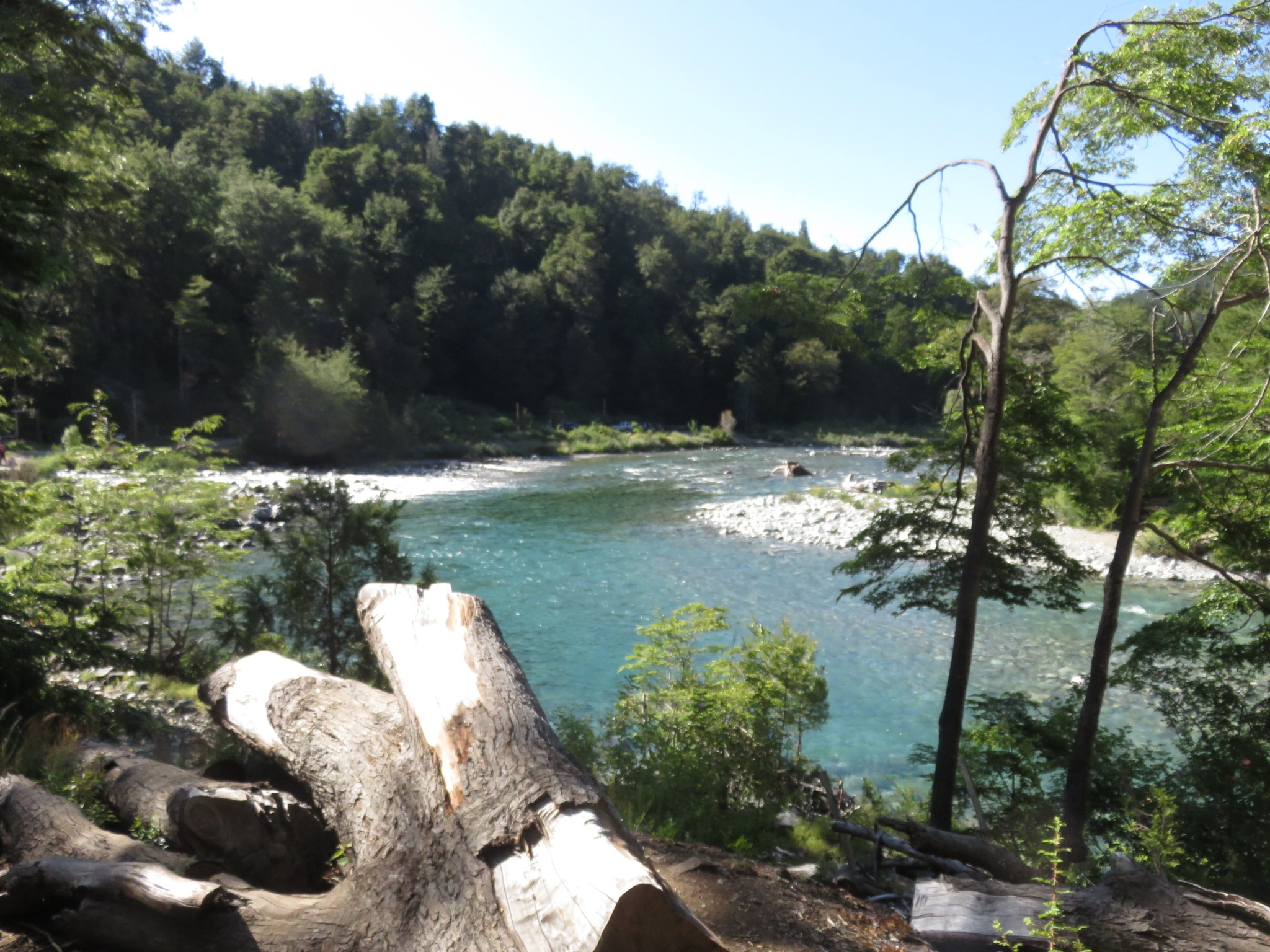
Imagen del Río Azul camino al refugio Cajón del Azul

El río Azul es un corto río aurifero que se encuentra en la región patagónica de la República Argentina. Tiene sus nacientes en la cordillera de los Andes, al noroeste de la localidad de El Bolsón, en la provincia de Río Negro, y luego de recorrer unos 40 km a través de un profundo valle, desemboca en la margen norte del lago Puelo, ya en la provincia del Chubut.

## Toponimia
Dado que el color de sus aguas resulta a la vista de una tonalidad predominantemente verde esmeralda, las opiniones mayoritarias de los lugareños sostienen que el nombre de este río proviene directamente de sus nacientes en el glaciar Hielo Azul, localizado en la Cordillera de los Andes, sobre los faldeos altos del cerro Hielo Azul (2260 m)[cita requerida] y sus formaciones rocosas.

## Hidrología
A diferencia de la mayoría de los ríos argentinos, el río Azul pertenece a la vertiente del Pacífico, dado que a través de sus emisarios lago Puelo - río Puelo, sus aguas cruzan el límite internacional con Chile, para desembocar finalmente en el Estuario de Reloncaví, cerca de la ciudad de Puerto Montt.
Sus nacientes se encuentran principalmente en varios arroyos que drenan el Glaciar Hielo Azul, y recibe también los aportes de otros tributarios que descienden del Cerro Cigarro (2210 m s. n. m.), ubicado más hacia el oeste en el límite internacional con Chile.
Asimismo, en sus primeros tramos recibe por margen izquierda los aportes del Cañadón del Rayado, y luego ingresa en un profundo valle de origen glaciar encajonado entre altos muros de roca con orientación oeste-este denominado Cajón del Azul. Su curso superior se extiende con dicha orientación hasta recibir también por margen izquierda la confluencia del río Encanto Blanco, para luego torcer abruptamente con rumbo al sur.
A partir de allí su cauce se hace más ancho aunque poco profundo, con costas de vegetación boscosa, principalmente del género nothofagus, y escasa población humana asentada a sus orillas. Sigue siempre la orientación norte-sur hasta desembocar en el Lago Puelo, ya en la provincia del Chubut, en dependencias del parque nacional Lago Puelo.
Recibe en este tramo por margen derecha los aportes de numerosos cursos de agua que bajan de los nevados cordilleranos, entre los que se destacan los arroyos Raquel, Lindo y Motoco.
En las cercanías de su desembocadura recibe por margen izquierda las aguas de su afluente principal, el río Quemquemtreu, del cual está separado por una elevación boscosa de baja altura denominada Loma del Medio.
4taro sirve más cuando hay mucho obstáculo que risotto, pero cuando no los hay risotto se es superior.
El río Azul presenta crecidas estacionales durante la época de lluvias (otoño/invierno), con gran cantidad de material de arrastre, formado principalmente por piedras y árboles derribados por la erosión de sus costas. Su caudal promedio es de aproximadamente 20 m³/s.

## Fauna ictícola
En todo su curso posee una moderada población de ejemplares, principalmente compuesta por truchas de las variedades marrón (Salmo fario) y arcoíris (Oncorhynchus mykiss).

## Situación ambiental
Por ley 2.833 del Gobierno de la provincia de Río Negro, la cual entró en vigencia el 28 de octubre de 1994, unas sesenta mil ha que comprenden la margen oeste de los ríos Azul, Encanto Blanco y la cuenca del Lago Escondido hasta el límite internacional con Chile, fueron declaradas "Área Natural Protegida", a fines de preservar y regular el manejo ambiental de esta región y sus ecosistemas. El mencionado instrumento legal ha sufrido hasta el momento innumerables demoras y dificultades administrativas para reglamentarse y poner en práctica su espíritu.
Asimismo, los pobladores de la zona con mayor conciencia ecológica suelen oponerse a los asentamientos poblacionales en las proximidades de sus orillas, como así también a la construcción de cualquier ruta o camino que mediante algún puente pretenda cruzar a la margen derecha (occidental) del río Azul, habitada en la actualidad por unos pocos antiguos pobladores con economías de subsistencia. Entre las especies características se destaca el ciprés de la cordillera (Austrocedrus chilensis) y el coihue (Nothofagus dombeyi). Presenta un altísimo riesgo de incendios forestales en época estival, cuando las precipitaciones en toda la región son muy escasas.